# Perdón, perdón
«Perdón, perdón» es una canción escrita e interpretada por el dúo estadounidense Ha*Ash. Se lanzó oficialmente el 22 de septiembre de 2014, como el primer sencillo de su primer álbum en vivo titulado Primera fila: Hecho realidad. En 2021, el tema formó parte del EP, Lo más romántico de: Ha*Ash.
Alcanzó el primer lugar en las listas mexicanas de Billboard y en las radios nacionales del país, además de la certificación de diamante más doble platino por AMPROFON. Hasta noviembre de 2018 fue el vídeo más visto en formato Primera fila (en vivo), siendo superado por la canción «Lo aprendí de ti» (también del dúo). 
La pista fue compuesta por Ashley Grace y Hanna Nicole con la coautoría del cantante José Luis Ortega. El tema recibió el premio a Composición y Éxito del Año por la Sociedad de Autores y Compositores de México y Canción Corta Venas del Año en la ceremonia de los Premios Juventud. El 8 de junio de 2017, Los Ángeles Azules grabó la canción para su álbum Esto sí es cumbia en colaboración con Ha*Ash en una versión cumbia del tema. El vídeo fue grabado en el año 2017 en el convento de San Miguel Arcángel de la ciudad de Maní.

## Antecedentes y composición
«Perdón, Perdón» es una canción compuesta por Hanna Nicole y Ashley Grace con la coautoría de José Luis Ortega integrante de Río Roma. En el año 2015, fueron galardonados por sus derechos de autor con este tema, por la Sociedad de Autores y Compositores de México (SACM).
La canción fue producto de una relación amorosa de Ashley que no funcionó, la misma cantante explicó la situación: "Descubrí que uno de mis ex me pintó los cuernos. Cuando corté con él estaba ardida y, como siempre, mi terapia es ir con Hanna a componer. Es un perdedor y habría puesto otras palabras. La gente se identificó con la situación". Fue lanzado oficialmente como el primer sencillo del primer álbum en vivo de las hermanas, el día 22 de septiembre de 2014.

## Rendimiento comercial
«Perdón, Perdón» alcanzó la posición treinta y seis en la lista Hot Latin Songs, diecisiete en Latin Pop Songs, y treinta y cinco en Latin Airplay de Estados Unidos. En México, se ubicó en el primer lugar en las listas México Español Airplay, y la segunda posición en México Airplay, ambas de Billboard. Adicionalmente se posicionó en la primera ubicación en el Monitor Latino de México. En el año 2015, el tema fue certificada por AMPROFON como disco de oro. Dos años después, «Perdón, Perdón» fue premiado con triple disco de platino. En junio de 2019, la canción recibió la certificación cuádruple de platino en México. En abril de 2020, se certificó con cuatro discos de platino más oro y marzo de 2021 el disco de diamante.

## Vídeo musical
El video musical de «Perdón, Perdón» se estrenó el 27 de octubre de 2014. En él se ve a las integrantes interpretando la canción frente a un público del concierto Primera Fila, logrando su certificación VEVO en el año 2016. Fue grabado en los Estudios Churubusco en México y dirigido por Nahuel Lerena y Pato Byrne.
Hasta noviembre de 2018 fue el vídeo más visto en formato Primera fila (en vivo), siendo superado por la canción Lo aprendí de ti, también del dúo. A agosto de 2023 el vídeo cuenta con más de mil millones de reproducciones en YouTube.

## Presentaciones en vivo
El tema ha sido incluido en las giras 1F Hecho Realidad Tour y la Gira 100 años contigo, siendo la mayoría de las veces la penúltima canción presentada en los conciertos. Ha sido cantando desde el año 2014 hasta el año 2019.
Ha*Ash ha cantando en una oportunidad el tema «Perdón, Perdón» con la participación de otros artista:
- 17 de junio de 2015, junto a Río Roma en la ceremonia de los premios de la "Sociedad de Autores y Compositores de México" (SACM).[10]

## Uso en los medios
La canción fue utilizada en el espacio publicitario emitido en Argentina de la exitosa telenovela brasileña Amor à Vida (en español: Rastros de mentiras) por la emisora Telefé; debido a su éxito ganó mucha popularidad en dicho país. Además, se puede escuchar con mucha frecuencia en la telenovela peruana Ven, Baila Quinceañera y en su secuela VBQ: Todo por la Fama.

## Otras versiones en álbum

### Versión de Ha*Ash
El 13 de noviembre de 2015 el dúo estreno la edición especial del álbum Primera fila: Hecho realidad, incluyendo 9 temas nuevos, entre ellos, «Perdón, perdón» acompañada de la Big Band Jazz de México.
| N.º | Título                                   | Duración |  |
| 1.  | «Perdón, perdón» (Versión Big Band Jazz) | 4:04     |  |

### Versión de Los Ángeles Azules
El 8 de junio Los Ángeles Azules estrenaron su álbum Esto sí es cumbia el cual contenía 10 canciones, una de ellas una versión cumbia de «Perdón, perdón» a dueto con Ha*Ash, cuyo vídeo fue grabado en el año 2017 en el convento de San Miguel Arcángel de la ciudad de Maní. El vídeo junto a las hermanas fue estrenado el 7 de junio de 2018.
Álbum: Esto sí es cumbia

| N.º | Título                                          | Duración |  |
| 1.  | «Perdón, perdón» (Los Ángeles Azules ft Ha*Ash) | 3:01     |  |

## Créditos y personal
Créditos adaptados de las notas del álbum.

### Grabación y gestión
- Grabado en Estudios Churubusco (Ciudad de México)
- Mezclado en Cutting Cane Studios
- Posproducción en The Shoe Box
- Publicado por Sony Music Entertainment México, S.A. De C.V. en 2014.
- Administrado por Sony / ATV Discos Music Publishing LLC / Westwood Publishing

### Personal
- Ashley Grace: voz
- Hanna Nicole: voz, piano
- Pablo De La Loza: voces de fondo, producción, programador, arreglos, ingeniería adicional
- Tim Mitchell: voces de fondo, guitarra, producción, programador, arreglos, ingeniería adicional
- George Noriega: producción, programador, arreglos, ingeniería adicional
- Uri Natenzon: bajo
- Ben Peeler: lap steel guitar
- Ezequiel Ghilardi: batería
- Brad Blackwood: maestro de ingeniería
- Juan Pablo Fallucca: ingeniería de grabación
- Charles Dye: ingeniería de mezcla

## Posicionamiento en listas
| Listas (2014)                    | Mejor posición |
| -------------------------------- | -------------- |
| Estados Unidos (Hot Latin Songs) | 36             |
| Estados Unidos (Latin Pop Songs) | 17             |
| Estados Unidos (Latin Airplay)   | 35             |
| México (México Airplay)          | 2              |
| México (México Español Airplay)  | 1              |
| México (Monitor Latino)          | 1              |
| México Tocadas (Monitor Latino)  | 1              |

## Certificaciones
| País (organismo certificador) | Certificación               | Unidades certificadas |
| ----------------------------- | --------------------------- | --------------------- |
| México (AMPROFON)             | Diamante + 2x Platino + Oro | 450 000               |

## Premios y nominaciones
| Año  | Premio                | Categoría            | Resultado | Ref           |
| ---- | --------------------- | -------------------- | --------- | ------------- |
| 2015 | Premios SACM          | Premio Éxito SACM    | Ganadoras | [ 33 ]        |
| 2015 | Premios Quiero        | Mejor vídeo melódico | Ganadoras | [ 34 ]        |
| 2015 | Premios Quiero        | Mejor vídeo del año  | Nominadas | [ 35 ]        |
| 2015 | Vevo Certified Award  | Vevo Certified       | Ganadoras | [ 21 ]        |
| 2016 | MTV Millennial Awards | Hit del año          | Nominadas | [ 36 ]        |
| 2016 | Premios Juventud      | Canción Corta Venas  | Ganadoras | [ 37 ]        |
| 2016 | Kids Choice Awards    | Canción Favorita     | Nominadas | [ 38 ] [ 39 ] |